# Xenospingus concolor
A Xenospingus concolor a madarak osztályának verébalakúak (Passeriformes) rendjébe és a tangarafélék (Thraupidae) családjába tartozó Xenospingus nem egyetlen faja.

## Rendszerezés
A fajt Alcide d’Orbigny és Frédéric de Lafresnaye írták le 1830-ban, a Sylvia nembe Sylvia concolor néven.

## Előfordulása
A Csendes-óceán partvidékén, Chile és Peru területén honos. Természetes élőhelyei a szubtrópusi és trópusi cserjések, folyók és patakok környékén, valamint vidéki kertek. Állandó, nem vonuló faj.

## Megjelenése
Testhossza 17 centiméter, testtömege 20-22 gramm.

## Természetvédelmi helyzete
Az elterjedési területe még nagy, de folyamatosan csökken, egyedszáma 1000-2499 példány közötti és szintén csökken. A Természetvédelmi Világszövetség Vörös listáján mérsékelten fenyegetett fajként szerepel.